# هاقپات
هاقپات یا هاغپات (به ارمنی: Հաղպատ) روستایی در استان لوری ارمنستان در شمال این کشور است. این روستا در نزدیکی شهر آلاوردی و نزدیک مرز گرجستان قرار دارد. شهرت این روستا به خاطر وجود مجموعه کلیسایی صومعه هاقپات (Հաղպատավանք) است. این مجموعه در سدهٔ ۱۰ میلادی بنیاد شد و امروزه در فهرست میراث جهانی یونسکو ثبت شده است.
سایات‌نووا، بزرگ‌ترین آهنگساز ارمنی، در سال ۱۷۹۵ در هاقپات به دست سربازان آقامحمدخان قاجار کشته شد.

## نگارخانه

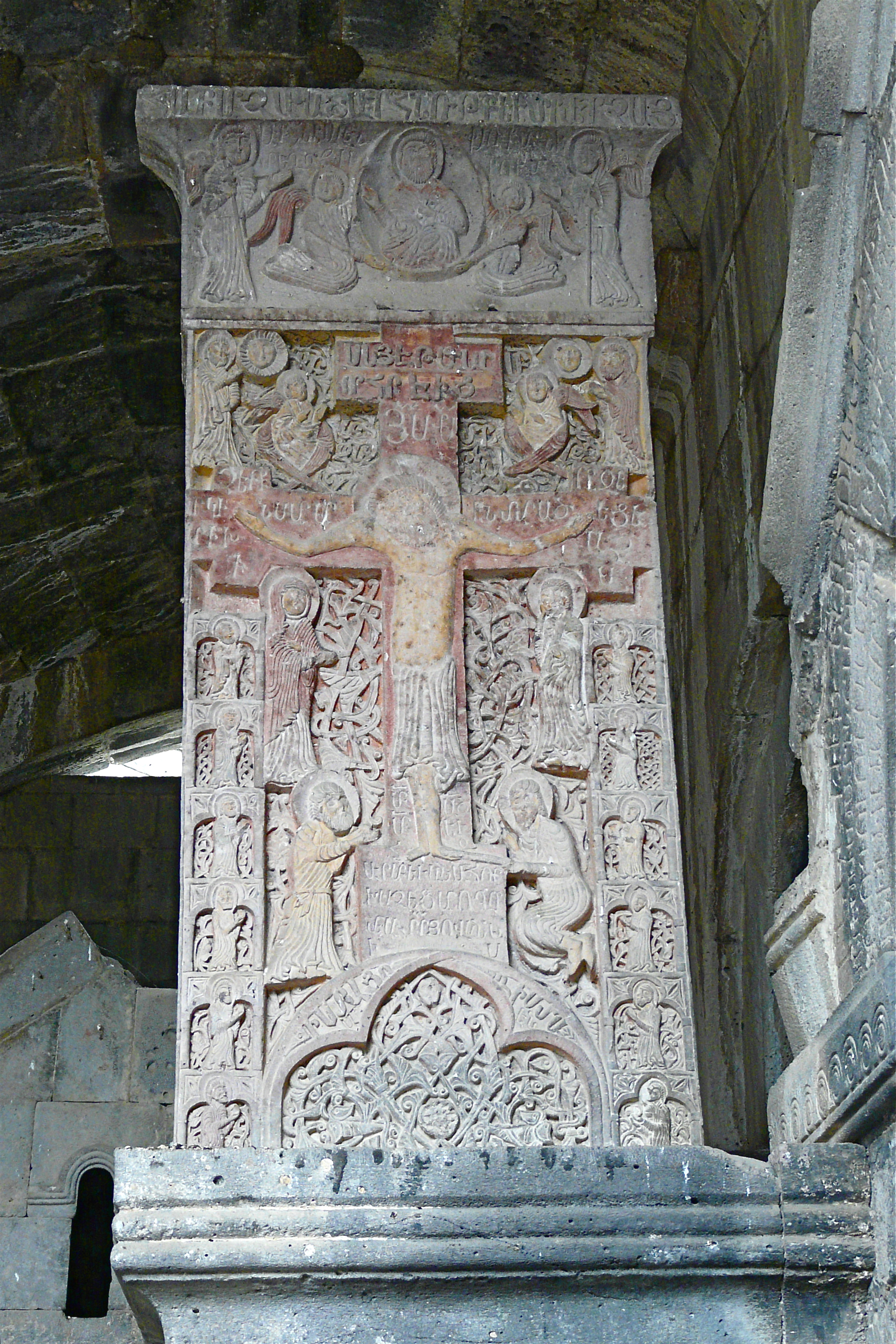
چلیپاسنگ هاقپات
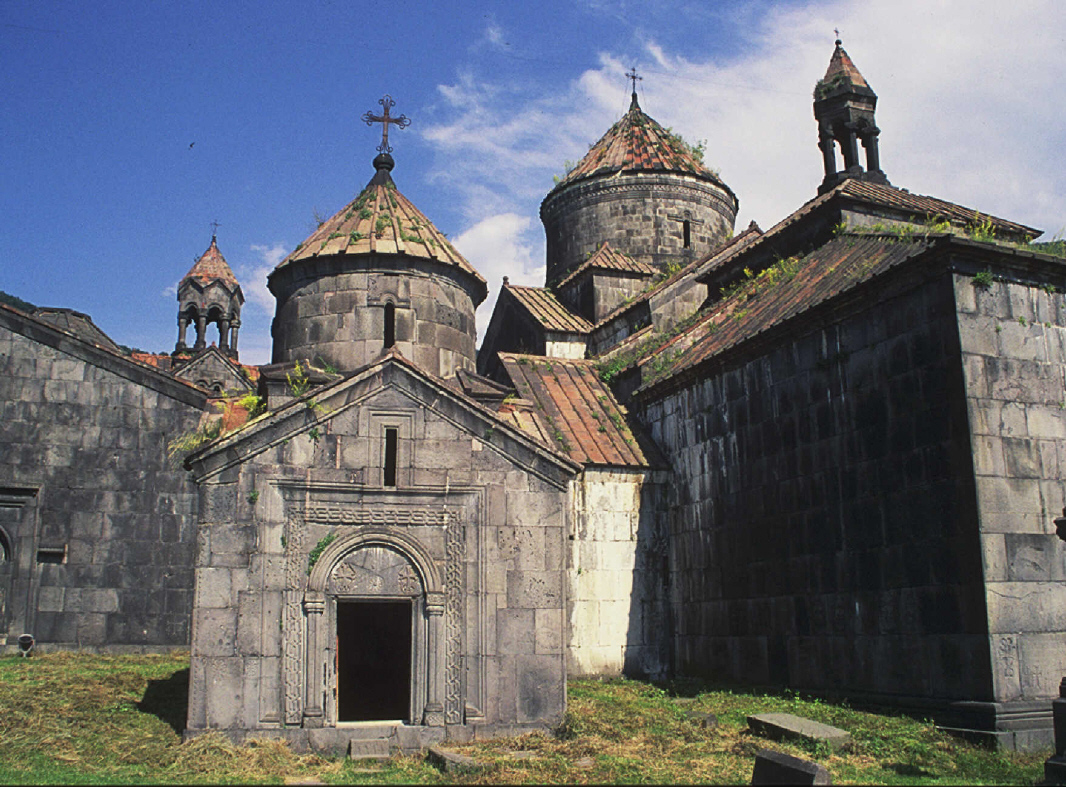
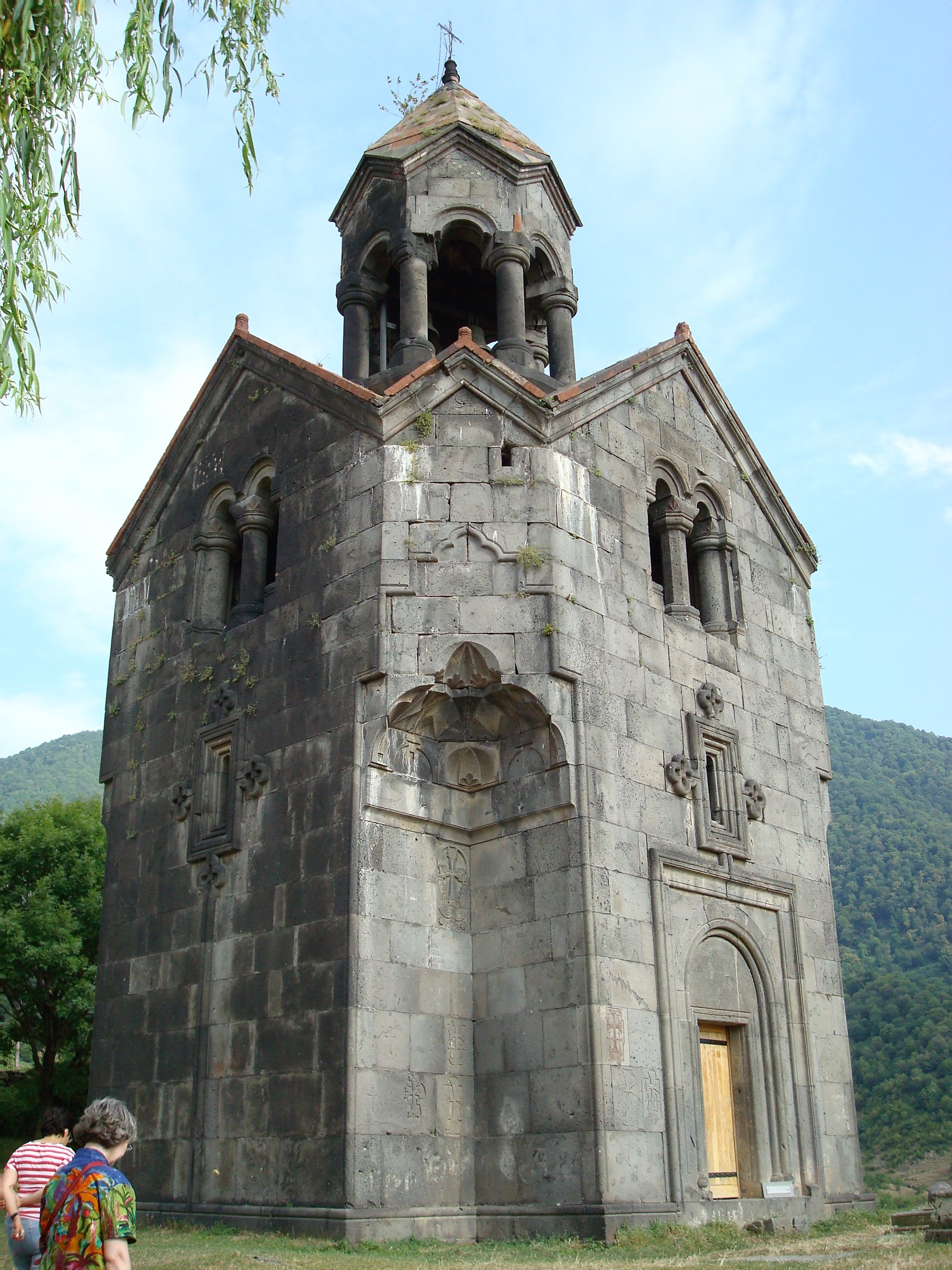
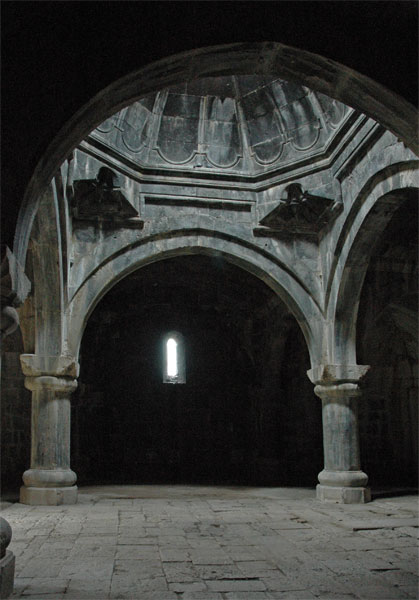
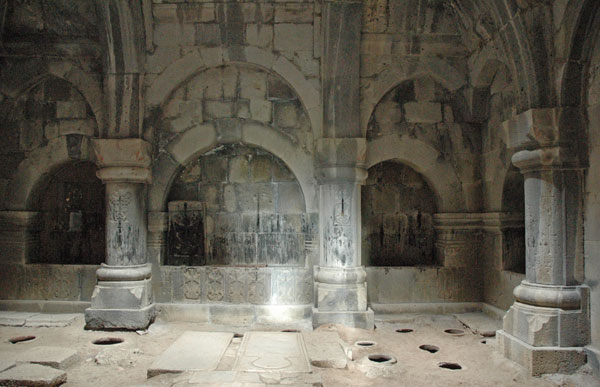
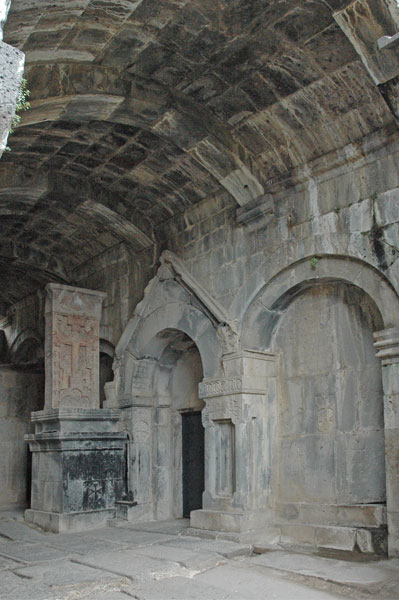
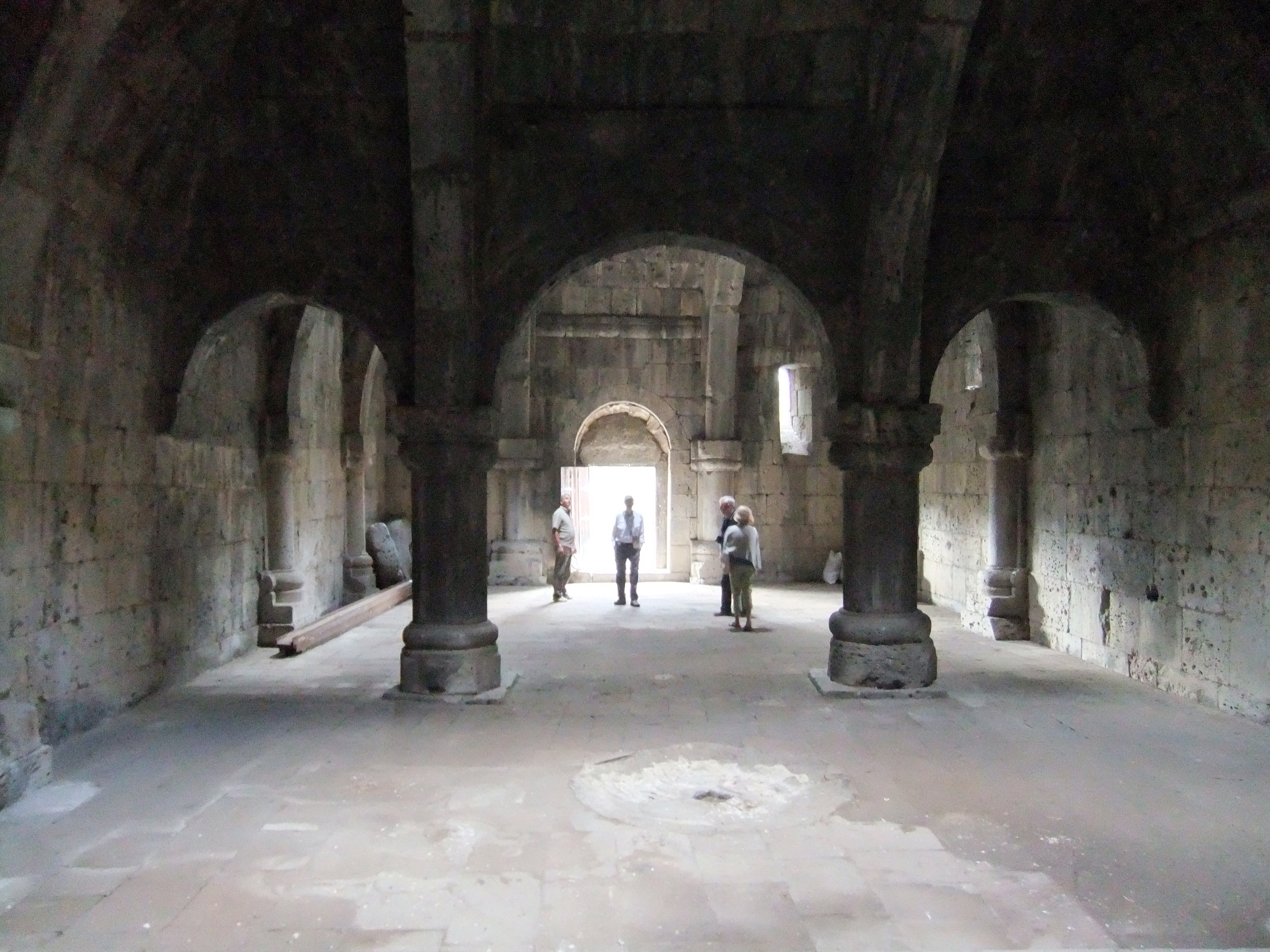
صومعه هاقپات
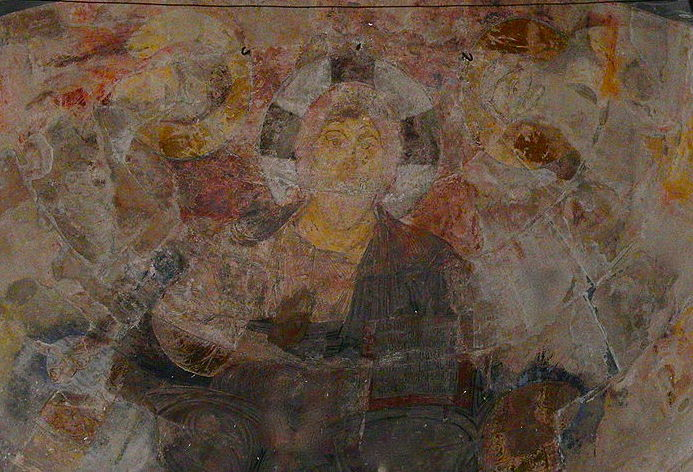